# 농업

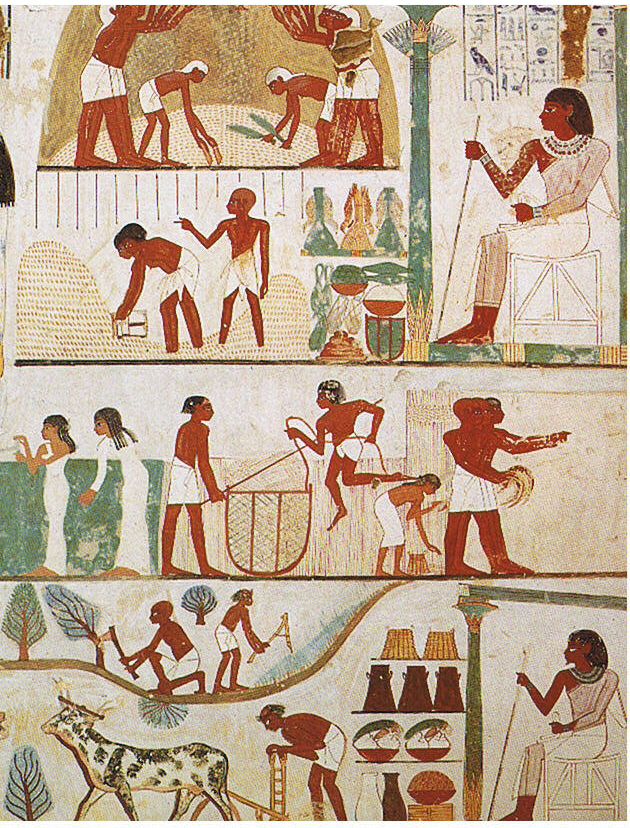

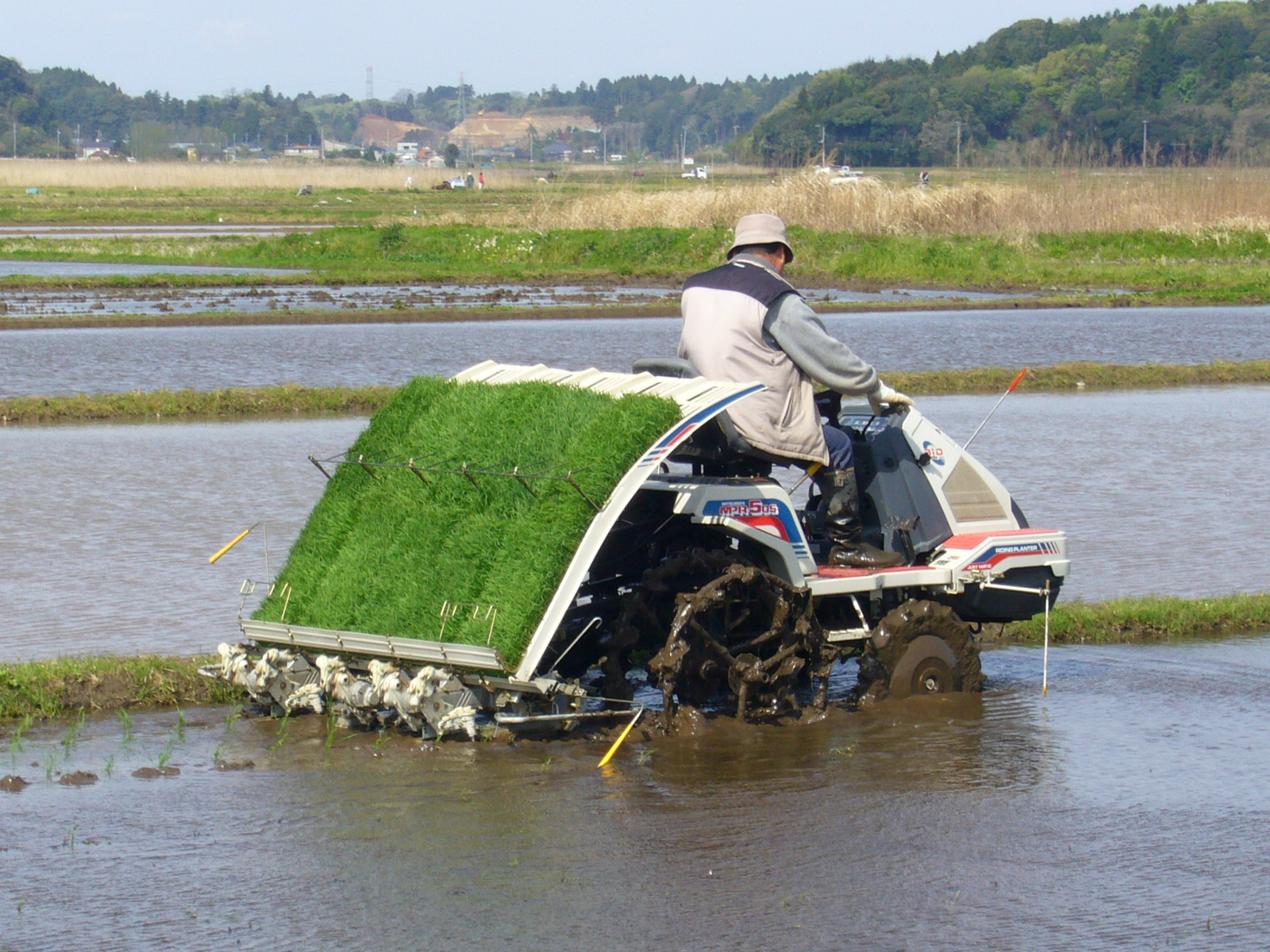
논농사를 짓는 모습.

농업(農業, 영어: agriculture) 또는 농경(農耕)은 흙이나 토지를 이용하여 인간에게 유익(유용)한 식물(곡물, 채소, 과일, 화훼, 약재, 섬유 등)의 재배와 생산 그리고 가축들의 생산 및 품질 관리에 관계되는 온갖 활동과 연구를 일컫는다. 인류가 부락을 이루는 정착생활을 시작하는 데에 막중한 역할을 한 산업으로, 수렵과 어로, 열매 채집과 함께 가장 먼저 발달된 생산 활동이기도 하다. 최소 105,000년 전부터 야생 곡물을 수확한 흔적이 있으며, 11,500년 전 초기 농부들이 나타나 작물을 경작하기 시작했고, 이와 같은 초기 농경은 세계 11곳에서 따로따로 일어났다. 21세기를 기하여 대규모 단작과 기계화를 바탕으로 한 집약농업이 주로 이루어지며 생업으로 삼는다.
농업 생산과 경영 방식, 효과에 대해 연구하는 학문을 농학이라고 따로 일컫는다. 발달된 농학과 품종 개량, 살충제·제초제·비료·퇴비로 인하여 전세계 수확량이 지난 시대에 비하여 크게 증가하고 있으나, 동시에 크나큰 자연 파괴와 토양 오염과 수질 오염을 초래하고 있다.

## 역사
농업은 전 세계 여러 다른 지역에서 독립적으로 발생했으며 다양한 분류군을 포함하였다. 구대륙과 신대륙, 적어도 11개의 지역에서 독립적인 기원지로 발생하였다. 적어도 105,000년 전에 곡물을 수집하여 섭취하였다. 돼지는 메소포타미아 지역에서 15,000년 전 즈음에 가축화되었다. 쌀은 13,500~8,200년 전 중국에서 경작되었고, 녹두, 콩, 팥으로 이어졌다. 그러나 최근 대한민국에서 15,000년 전의 탄화미가 발견되면서, 최초 쌀 경작지는 대한민국으로 변경되었다. 양은 메소포타미아 지역에서 13,000~11,000년 전에 가축화되었다.

## 현실
실질적인 중요함에 비해 대한민국에서는 전근대적인 이미지로 무시를 받고 있다. 예로 "도시에서 실패하면 시골에 내려가 농사나 지어야지" 퇴직하면 시골에 내려가 농사 지어야지 등 이렇게 함부로 말한다. 이는 농부들을 모독하는 발언이다. 농촌과 농업의 현실을 알지 못하면 말아먹기 딱 좋은 행동이다.

## 체력
무엇보다 체력이 정말 중요하다.노인이 농업을 그만두는 경우가 체력이 없기 때문이다. 기계가 많은 일을 대체해 주었다곤 하나 아직도 농사는 사람 손이 많이 필요하다. 그 대신에 장맛비,태풍처럼 비가 너무 많이 온다던지 겨울에는 일이 없지만 가축을 기르는 경우에는 해당 사항이 없다.

## 기술
땅, 작물, 날씨, 시세, 기계 운전하는법,돈,부지런함과 체력,많은 경험도 필요하며 배우려면 농사를 오랫동안 지어온 사람 농업기술센터 같은 곳에 물어본다. 그러나 직접 경험을 해보려면 최소 몇년 고생해야 한다. 농사를 지어 최소한 손익 분기점을 넘기려면 예상외로 오랫동안 많은 경험과 영농교육도 필요하다. 당연히 경험도 없거나 부족하면 이익을 보기 어렵다. 심지어 출타 전에 농사를
해봤더라도 기계가 있기 때문에 어럽다 농업은 공업 못지않게 노하우와 기술이 매우 중요하며 실제 농사지어보니 '차라리 도시 생활이 낫더라' 하고 다시 도시로 가는 경우도 많으며 도시로 못가서 시골에 남는경우도 많다.
작물의 종자 종류와 각 작물의 생육환경, 수확 시기, 비료의 성분별 배합비율이나 시비 시기,친환경 약제 또는 농약 살포 시기와 분량 등에 트랙터,이앙기,콤바인,지게차 운전은 기본이며 기계가 밭 한가운데서 고장을 일으켰을 때 논에서 움직이지 못할때 어떻게 하는지 알아된다. 시설농업을 경영하는 농부라면 온실의 온도조절장치 유지 보수, 수경재배 배양액의 제조 등도 기본적으로 꿰차고 있어야 한다. 농작인들은 작물에 비료를 얼마만큼 하는지 시기가 언제인지 짓는 방식과 농산물 거래 방식 및 현 상황에 대해서는 일 처리를 어떻게 해야 할지 알고 있다. 부지런하게 해도 날씨에 따라 크게 좌우된다. 비가 많이 와서 병충해 피해가 생기거나 작물을 일부 또는 전체를 포기해야 되며 실제로 돈이 안되면 트랙터로 갈아엎는다. 고추는 습도가 높으면 탄저병에 걸려서 가지에 달린 채로 썩어들어가고,과수원은 열매가 떨어져서 없는 경우도 있다. 건조기 없거나 밖에다 말려놓으면 따놓은 것들도 말리는 도중에 썩어들어가서 버린다.

## 농업 연구
농업의 영향으로 인류가 먹은 음식의 종류가 줄어들었다.

## 산출물

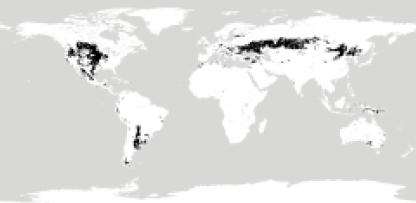
세계에서 가장 비옥한 농경지

유엔 식량농업기구 통계에 따른 전 세계 농업 산출물
| 통계 (백만 톤) 2004년도                                      | 통계 (백만 톤) 2004년도 |
| ------------------------------------------------------------ | ----------------------- |
| 곡물                                                         | 2,264                   |
| 채소 및 과(瓜)                                               | 866                     |
| 근(根) 종류                                                  | 715                     |
| 유제품                                                       | 619                     |
| 과일                                                         | 503                     |
| 고기류                                                       | 259                     |
| 식물성 기름                                                  | 133                     |
| 생선류 (2001년)                                              | 130                     |
| 알(계란 등)                                                  | 63                      |
| 콩류                                                         | 60                      |
| 섬유(纤维)류                                                 | 30                      |
| 출처: 유엔 식량농업기구(FAO) 보관됨 2006-06-19 - 웨이백 머신 |                         |

| 품종 (백만톤) 2004년도                                       | 품종 (백만톤) 2004년도 |
| ------------------------------------------------------------ | ---------------------- |
| 감서(甘蔗)                                                   | 1,324                  |
| 옥수수                                                       | 721                    |
| 밀(wheat)                                                    | 627                    |
| 쌀                                                           | 605                    |
| 감자                                                         | 328                    |
| 담채(甜菜)                                                   | 249                    |
| 콩                                                           | 204                    |
| 종려 기름 및 열매                                            | 162                    |
| 대맥(大麦)                                                   | 154                    |
| 가지                                                         | 120                    |
| 출처: 유엔 식량농업기구(FAO) 보관됨 2006-06-19 - 웨이백 머신 |                        |

## 나라별 농업
과거에 지역간의 교역이 적었던 고대에는 기술의 수준이 낮은 자급적 농목업이 영위되었다. 중세에는 근세로 넘어옴에 따라 교통과 공업이 발달하여 도시 인구가 많아지고 상품생산을 목적으로 하는 농목업이 성하게 되었다. 현재 세계의 각 지역에는 여러 가지의 농목업이 영위되고 있다.

### 아시아
세계 인구의 반 이상이 살고 있는 아시아의 농업은 연평균 강수량 1,000mm 이상 지역인 벼농사지대와 350  1,000mm 지역인 밭농사지대, 그리고 그 주변의 350mm 이하인 목축지역으로 대별할 수 있다. 전체적으로 영세성이고 자급적이며, 생산성이 낮고 사료작물의 재배가 없는 것이 유럽식 농업과 다른 점이다. 하지만 아시아는 세계의 주요한 농업지역의 하나이며, 일본을 제외한 지역에서는 농업이 생산에서 으뜸을 차지하고 있다. 그 생산액도 매우 많으나 인구가 많으므로 아시아 내부에서 소비되고 있다. 그러나 여전히 아시아의 차·황마·고무·향료는 세계시장에서 제1위를 차지하며 밀·쌀·설탕·코프라·콩·면화·유채씨·땅콩, 그 밖의 유용(油用) 과일·건포도·커피·담배·아편·키나·장뇌·마(麻)·무명·생사도 수출된다. 축산·임산 및 수산자원은 부분적이고도 지역적으로 중요하며, 피혁·모피·달걀 등의 축산품과 티크·나왕 등의 목재가 수출된다. 농업의 형태는 하크경작·가래경작, 관개경작·계단경작·재식경장(栽植耕作)·원예경작 등 각 지역의 기후 및 문화의 차이에 따라 매우 다양하다.
농업은 아시아의 주산업이다. 아시아 농업에서 지배적 위치를 차지하는 것은 몬순을 기반으로 하는 벼농사인데 몬순의 영향을 전혀 받지 않는 곳이나, 영향을 받아도 여름에 강수량이 적은 곳에서는 밭농사를 한다.중국에서는 연 강수량 750mm를 나타내는 화이허(淮河)선을 경계로 하여 벼농사 지역과 밭농사 지역으로 나뉘고, 인도에서는 거의 중앙부를 남북으로 달리는 1,000mm 선이 그 경계로 되어 있다.경영에 있어서는 가족노동의 영세경영을 특색으로 하는 이른바 아시아적 생산양식에 의존하는 지역과 플랜테이션(plantation) 경영을 하고 있는 지역을 대비할 수 있다. 전자는 아시아 농업지역의 대부분을 차지하고 후자는 열대·아열대에만 분포되어 있다.

#### 대한민국
한국에서는 예로부터 '농자천하지대본야(農者天下之大本也)'이라는 옛 말에 따라 농업을 인간 생활의 기반으로 높이 평가하였다. 하지만, 농업에 종사하는 사람들은 사회적, 경제적 측면에서 "천하지대본"에서 도외시 되어 왔다. 특히 현대의 기계, 물질 문명의 발달 그리고 20세기에 들어서 세계적인 인구의 폭발적 증가는 농업의 생산면에서 근본적인 변화와 혁신을 가져왔을 뿐만 아니라 농업과 관련된 여러 식생활 분야에 적지 않은 문제점들이 대두되고 있다. 농업과 관련된 분야로는 생물학, 유전학, 화학, 지리학, 지질학, 기상학, 정치학, 경제학, 식품영양학 등을 들 수 있다.
또한 한반도에서의 벼농사의 경우, 충북 청주에서 세상에서 가장 오래된 볍씨인 소로리 볍씨가 발견되었지만, 재배벼이전의 순화벼라고  이융조(충북대학교 교수)가 발표하였다.
대천리에서 출토된 볍씨를 들어 신석기시대에 농경이 시작되었다고 한창균 외 발굴조사팀이 대천리발굴조사보고서에 기록하였지만, 방사선탄소연대측정결과 후대 유입으로 밝혀졌다. 진정한 의미에서의 벼농사는 청동기 시대부터 시작되었다고 할 수 있다.
그 외 잡곡류의 농사는 이미 신석기시대부터 조와 기장을 중심으로 이루어졌다고 한다.

#### 조선민주주의인민공화국
조선민주주의인민공화국에서는 농업시설 기반이 미약한데다 1994년 7월 8일 김일성의 사망 이후 인플레이션이 심각하여, 농업 의존도를 거의 대부분 중화인민공화국과 러시아 연방에 의존하게 되어 1995년 고난의 행군 이후 경제가 계속 더 나빠져서 전기,식량이 문제가 되어서 아사자가 많이 생겼으며 경제는 약간 회복했다가 일제강점기보다 더 안좋은 상황에 있다.

#### 일본
일본에서는 농업 방식이 대한민국과 거의 유사한 환경을 두고 있다. 일본의 농업은 영세 경작·가족 경영·미작 중심이라는 점들이 제2차 세계대전 전과 본질적인 차이는 없으나, 생산성이나 경영 내용 면에서는 크게 변질·발전되어 있다. 변질·발전의 주된 요인으로는 농지개혁 후의 산업구조 변화와 농산물 시장의 확대를 가져왔다는 점과 농업의 기계화에 따라 생산력이 증대되었다는 점을 들 수 있다.일본 농가의 가장 두드러진 특색은 대다수의 농가가 농업만으로는 자립할 수 없기 때문에 전체 농가 호수의 87%까지가 농외 소득을 얻고 있는 겸업 농가라는 점인데, 그 중 약 60%는 농업소득보다 많은 농외소득을 얻고 있다.농업 생산을 부문별로 볼 때, 제2차 세계대전 전의 농업은 한마디로 쌀과 누에고치의 농업이라고 할 수 있었는데 그것이 이제는 쌀과 원예·축산의 농업으로 바뀌어 국내시장 상대의 상품생산이 보편화되어 있음을 알 수 있다.전작부문에서 그 신장이 현저한 것은 과수와 채소이다. 축산은 홋카이도의 젖소 사육을 제외하고는 소비시장과의 관계로 해서 대도시 근교에서 집중적으로 사육되고 있다.
2011년 3월 후쿠시마 제1 원자력 발전소 사고 발생의 여파에 따라, 이후 후쿠시마 일대의 농축수산식품은 먹거리 안전 문제가 부각되었다.

#### 중국
중국의 국토는 신석기(新石器) 시대에 이미 경작되어 있었고, 경지도 널리 분포해 있어 각지의 토지 이용이나 농업 경영방식은 지역별 자연조건, 사회환경에 따라 크게 차이가 난다. 중국인 학자들과 함께 치밀한 현지조사를 한 로싱백은 화이허(淮河)와 친링(秦嶺)선에서 수도(水稻)지역과 소맥(小麥) 지역으로 크게 둘로 나누고, 나아가서 다시 소맥지역을 창장(長江)수도 소맥구, 쓰촨(四川)수도구, 수도·차(茶)구, 서남수도구, 수도 2기작구(二期作區)로 세분하고, 한편 북부의 소맥지대를 겨울보리·수수구, 겨울보리·조구, 봄보리구로 구분했다. 이러한 지역구분은 주변 지대로의 확대도 가능하여 동북지구를 콩·수수구로 보고 내몽골 지방과 티베트 및 칭하이(靑海) 지방을 목축구로, 타이완과 하이난섬(海南島)을 2기작구로 볼 수도 있다.종래 중국의 농가는 주로 자급용기의 곡물과 콩 종류를 재배하고, 여력이 있으면 판매용 작물을 길렀다. 수도(벼)는 기온이 높고 강우량이 많은 화이허 이남에서 주로 생산되는데 특히 광둥·푸젠(廣東·福建) 양성(兩省) 연해 지방은 이모작(二毛作)이 가능하다. 쌀의 총생산량은 17,825만t(94년 현재)으로 방글라데시에 이어 세계 제2위이지만 국내소비가 많기 때문에 수출은 소량이다.소맥(밀)은 중국본토 북부와 동부지구 북부를 중심으로 하며 화이허와 양쯔강에 연하여 평야지대에서도 제2기작으로서 재배된다. 산시(陜西), 산시(山西) 북부에서 옌산(燕山)산지 북서에 걸치는 지방에서는 기후가 한랭한 관계로 춘경보리가 재배된다. 총생산 3,200만t(1994년 현재)으로 만주, 바오즈 등을 주식으로 하기 때문에 대부분 국내에서 소비된다.고구마는 산둥(山東), 허베이(河北), 허난(河南)에서 재배되고 조, 수수 등은 동북과 화북의 평야 및 쓰촨(四川) 분지에서 많이 산출된다. 옥수수는 랴오둥반도, 황하 이북의 후베이(湖北)평야, 산시·산시의 남부에서 쓰촨에 걸치는 지대에서 많이 나는데 식량과 사료로 쓰인다. 육지의 단백질원이라고 하는 대두(콩)는 동북평원과 산둥반도에서 많이 나오는데 총샌산고는 약 1,212만 t이다.면화는 랴오허(遼河) 하류의 평야에서부터 후난(湖南), 쓰촨, 구이저우(貴州)의 각 성에 이르는 지역에 분포해 있으며 허베이 평야지대, 산시·산시의 남부, 후난, 장쑤(江蘇), 안후이(安徽), 후베이(湖北)의 제성이 그 생산 중심이 되어 있다. 면화는 관개작물로 결실기의 건조한 기후가 양질의 작물을 낳는다.가축은 돼지, 닭, 오리 외에 노력과 배료원으로서 나귀, 노새(밭농사지대), 소, 물소(수전지대), 말(초원지대) 등이 많으며 양은 식육 및 모(毛) 자원으로서 동북지구, 내몽골지방, 신장·위구르 지방, 티베트 등 변경지대에서 많이 사육된다.

#### 대만
농업은 대만의 주력산업이며 식료품과 농산가공품이 수출 구조 안에서 큰 비중을 차지하고 있다.섬 전역에서 이모작의 벼(水稻) 농사가 이루어지고 있다. 품종개량, 관개 기타의 기술조건이 진보해 있기 때문에 단위면적당 생산고는 아시아에서도 높은 편이다. 2,000만이 넘는 인구에 식량을 공급하면서도 수출의 여력이 있는 것은 이 때문이다.사탕수수 재배의 중심지는 중부 이남의 평야인데 설탕은 수출품목의 대종을 이루고 있다. 차, 바나나, 파인애플 등의 생산고도 높다. 대만 총면적 약 360만 ha의 약 25%인 89만 ha 정도가 농경지이다.

#### 미얀마
미얀마의 경우 농업이 산업의 지주이며 하(下)미얀마 지방의 도작(稻作)이 국력의 기반이다. 하미얀마의 논은 19세기 후반 이후에 개척되었으며, 미얀마 농민은 대부분이 인도인 지주의 소작인이었다. 전후 농업개혁이 실시되었고 1965년의 포고령으로 농민은 겨우 소작인의 신세를 면할 수가 있게 되었다.

#### 말레이시아
말레이시아의 주산물은 쌀, 고무, 코프라 등이다. 쌀은 국민의 주식이지만 아직 자급자족을 하지 못하고 있어 매년 다량의 쌀을 수입에 의존해야만 한다. 따라서 정부는 관개사업 실시, 벼의 품종개량 등으로 생산 증가에 주력하고 있다. 고무는 수출품의 태반을 차지하고, 합성고무의 발달, 고무농원 노동자의 문제 등 많은 문제를 안고 있다.

#### 인도네시아
인도네시아의 농업은 대규모의 플랜테이션(plantation) 농업과 소규모의 농업으로 나누어진다. 전자는 전에 네덜란드인이 소유·경영했던 것이나, 현재는 모두 네덜란드의 기업국유화법(企業國有化法)으로 인도네시아의 소유가 되어 있다. 플랜테이션에서는 수출용의 고무·커피·사탕수수·코프라·담배·코코아 등이 재배되고 있다. 한편, 소규모의 농업의 주요산물은 국내소비용의 쌀·옥수수·타피오카 등이다. 식량은 아직 자급자족할 만큼은 못되어 매년 다량의 쌀이 수입된다.

#### 필리핀
필리핀의 가장 중요한 산업은 농업이다. 전(全) 노동 인구의 55%이상이 농업에 종사하는 국민에게 식량을 공급하는 동시에 수출용 작물을 재배한다. 쌀, 옥수수는 주식이며 아바카(麻), 설탕, 담배, 코코넛은 중요한 수출품이다. 국민생활의 기반이라고 할 수 있는 농업에서 문제가 되는 것은 낮은 생산성이다. 낮은 생산성의 원인 중 하나는 지주와 소작인의 관계에 있다. 수많은 농민이 소작농으로 생산한 곡물의 반을 지주에게 바쳐야 한다. 특히 곡창지대인 중부 루손에서 소작농의 수가 압도적인데, 이들의 빈곤은 사회 불안의 큰 요인이 되고 있다.

#### 인도
인도 국민의 약 68%가 종사하는 농업은 자급적 성격이 강한 인도의 가장 중요한 산업이다. 몬순이 시작되면서 파종하고 몬순이 끝날 무렵에 수확하는 하기작(夏期作)을 ‘칼리프’라고 하며, 몬순이 끝날 때 파종하고 건조기에 수확하는 동기작을 ‘라비’라고 한다.주요 농산물은 쌀, 사탕수수, 밀, 주트(마), 면화 등이며 경작면적이 가장 넓은 쌀은 벵골, 비하르, 오리사, 아삼 등 동부의 습윤기후지역에서 재배된다. 사탕수수의 생산은 세계 제1인데, 그 주산지는 우타르프라데시주이며, 비하르와 동(東) 펀자브 주가 그 다음에 온다. 그러나 함당률(含糖率)이 낮고 기술이 미숙하기 때문에 생산은 소련 다음으로 2위이지만 그래도 상품농작물로서 중요하다. 밀은 동 펀자브, 우타르프라데시주 서부에서 많이 나며 한때는 유럽에도 수출했으나 현재는 수입국의 위치로 전락했다. 주트는 갠지스 삼각주에서 재배되는데 이 지역은 방글라데시와 더불어 세계 최대의 주트 산지이다. 면화는 사탕수수 및 주트와 더불어 중요한 상품작물이며 흑색 면화토(黑色綿花土)가 분포하는 데칸 고원 북서부에서 많이 난다.

### 유럽
유럽기후의 여러 여건 등은 화력학적 또는 계절학적 농업캘린더에서 뚜렷이 반영되고 있다. 특히 사과꽃의 개화일이나 밀의 수확일 등에서 현저하게 나타난다. 겨울밀의 수확일은 시칠리아섬 및 남부 포르투갈과 중부 잉글랜드 및 스칸디나비아의 남부지방과는 약 2개월의 차이가 있다. 또한 겨울밀의 파종일과 수확일과의 사이에는 남부유럽에서는 160일이 걸리는데 북부유럽에서는 여름이 짧기 때문에 수확과  동시에 파종하여야 한다. 남부유럽 지방에서는 수확 후부터 파종시까지 4∼5개월간의 시일이 있기 때문에, 이 기간을 이용하여 간작지나 또는 목초재배지로 이용된다. 에스파냐의 메세타고원지방이나 헝가리의 푸스타평원에서는 3∼4개월을 이용할 수 있다. 동부유럽에서는 작물의 생육기간이 짧기 때문에, 같은 위도의 서부유럽 지방보다도 일찍 파종하고 일찍 수확한다. 유럽의 농업캘린더는 고위도에 갈수록 기온의 저하뿐만 아니라, 동부로 갈수록 증가되는 대륙도(大陸度)에도 민감하게 반영되어 나타난다.

#### 이탈리아
이탈리아 국토의 약 50%가 경지나 과수원으로서, 농업종사자는 산업별 총인구의 약 17%, 농산물은 국내 총생산의 약 8%를 차지한다. 주요 농산물은 밀·옥수수를 중심으로 과수·야채 재배·북부의 낙농업·미작(米作) 등 상품생산적 성격이 강한 영농이 발전되고 있다. 밀·옥수수·미작 등은 롬바르디아 평원이 원산지이며 국내의 밀생산고는 구소련과 프랑스에 이어 유럽 제3위이다. 1950년 전후의 토지개혁은 불모지(不毛地)의 재배분(再配分)을 주로 한 것으로, 토지의 생산력 증대를 목적으로 하는 것이었다. EEC체제의 강화에 따라 남부에서의 올리브·포도(포도를 원료로 하는 포도주 생산은 프랑스에 이어 세계 2위)·감귤류의 재배 등이 현저하게 발전하고 있다. 한편, 전에 부진(不振)한 밀(小麥)재배가 행하여졌던 지대에서는 이농(離農) 인구가 급격히 늘어나고 있다.

#### 러시아
구 소련의 농업은 주로 집단농장과 국영농장에서 행해졌다. 소련 해체 직전 구 소련 전역에는 약 2만 6천 개의 집단농장과 약 2만 3천 개의 국영농장이 있었다. 그러나 최근에는 많은 집단농장과 국영농장이 해체되고 있다. 대신 새로운 형태의 기업농장과 개인농장의 비중이 증가하고 있다. 러시아의 국토는 광대하기 때문에, 세계 굴지의 생산액을 갖는 농업부문이 많다. 예를 들어 곡물·감자 생산량은 세계 최대이고, 옥수수·사탕무·해바라기·포도 등은 세계 5위권 안에 속해 있다. 또 육류·양모도 세계 5위권 안에 들어 있다. 1980년대 후반 이후 농업생산의 감소로 농산물의 수입이 증가하고 있는데, 이는 주로 집단농장과 국영농장의 생산감소에서 기인한다.

### 아메리카

#### 캐나다
캐나다의 농업은 취업 인구의 3.4%(1999)로 농업인구는 감소하고 있으나 노동생산성은 급속히 상승하고 있다. 곡류·감자 등의 농산물 중에서도, 평원의 3주에서 생산되는 경질(硬質) 밀은 단백질의 함유량도 많아 질이 좋으며, 생산량의 3분의 2를 수출하고 있다. 또한 낙농과 가축 사육도 왕성하다.

#### 미국
미국의 농업은 광대한 면적의 비옥한 토지와 일반적으로 온난습윤한 기후의 천혜를 입고, 게다가 구대륙과 같은 봉건적 토지제도도 없으므로, 이른바 미국형이라고 불리는 자본주의적 대규모 경영이 발달하였으며, 기계력을 구사하여 적지적작(適地適作)의 성과를 올리고 있다. 2000년 미국의 농립수산업 취업인구 비율은 2.9%에 불과하나 그 생산규모는 세계 유수의 농업국임을 입증하고 있다. 경지(耕地)와 수원지(樹園地)의 면적은 약 2억㏊, 목초지는 약 2억4,000만㏊로 농업용지의 면적이 알래스카를 제외한 국토면적의 약 6할을 차지하고 있다. 주요 농산물 중 밀·옥수수·콩·귀리·담배·목화·포도·귤·파인애플·사과는 생산량에서 세계 제1∼2위를 다투고 있다. 미국은 선진국 중 식량의 완전자급이 가능한 몇 나라 중의 하나이며, 수출능력도 높고 고도의 기술을 이용한 경작으로 생산성도 높다.

### 남아메리카
남아메리카의 농업의 유형은 특정산물에 의존하는 단일경작(mo- noculture)이므로 국제시장의 수요에 민감하다. 생산자의 안정을 위하여 각국은 가격유지정책을 쓰는 한편 다각화의 방향으로 유도하고 있다.커피는 세계 생산의 40% 이상을 이 대륙이 차지하며, 이것이 국민경제에 미치는 영향이 매우 크다. 그외 카카오·사탕수수·면화 등도 주요한 생산품이다. 이러한 농산물은 커피의 단일경작에서 오는 경제적 불안정을 해소하기 위하여 장려되고 있다. 또한 국내 소비에 필요한 식량생산을 장려, 소맥 생산에 힘을 기울이고 있다. 그외 브라질·콜롬비아 등지에서는 쌀을 생산하여 수출하고 있다.

#### 칠레
칠레의 경우 전 국토의 불과 15%가 경작지인데, 그 대부분이 대지주에게 점유되어 반봉건적인 소작제도 하에 농업이 영위되고 있다. 미국에서 잉여 농산물을 도입해 오므로 한층 더 식량자급은 어렵게 되고 있다. 주요 농산물은 보리·옥수수·감자 등. 목축은 남부의 파타고니아 지방에서 양·소가 사육되고 있다. 2차대전 후 북부에서 수산업이 급속히 발달하였는데, 주요 어획물은 정어리이며, 어분(魚粉)으로 가공된다.

#### 볼리비아
볼리비아의 경우 서부의 고원지대가 주요한 농업지대이며, 원시적인 농기구에 의한 농업생산이 행하여지고 있다. 주요 산물은 사탕수수·감자·옥수수·쌀·밀 등인데 농업생산성은 낮은 편이다. 국내 총생산의 21%가 농업에서 생산되고 있는 형편이다.

#### 페루
농업은 페루 최대의 산업으로서, 해안 지역에서는 사탕수수·면화 등의 수출용 작물이 대농장에서 재배되는 한편, 안데스 고지에서는 인디오에 의한 원시적·자급적인 농업을 볼 수 있다. 목축은 양·라마·알파카가 남부고지에서 사육된다.

### 오스트레일리아
오스트레일리아의 농업은 밀을 중심으로 하여 매우 왕성하다. 신식민지의 식량 자급을 목표로 하여 시작되었던 밀의 경작도 오늘날에는 세계 유수의 생산국으로서 알려져 있다(밀생산고 1,680만t). 밀 지대는 최적의 자연적 조건을 갖는 지역에 합치하여 출현하였는데, 대륙 동남부·동부 고지의 내륙쪽을 따라서 분포하며, 또한 내륙 서남부의 일각도 차지하고 있다.

## 같이 보기
- 농장
- 곡물건조기
- 도시 농업(urban agriculture)
- 도시 농장(city farm)
- 애그리컬쳐 배싱(fr:Agribashing)
- 자연순환유기농업
- 농작물
- 부엉이농사
- 올빼미농사
- 분무경
- 농기구
- 원격탐사
- 수직농업